# 白雪號驅逐艦 (吹雪型)
「白雪」號驅逐艦（しらゆき）是大日本帝國海軍第36號驅逐艦，「吹雪型驅逐艦」的二號艦。於横濱船渠動工，在1928年至1943年間服役。其命名繼承自神風型驅逐艦的同名艦，是第二艘被命名為「白雪」的戰艦。其名字現由初雪级驱逐舰的二號艦（現改為練習艦）繼承，目前該艦仍在服役。

## 簡介
吹雪型驅逐艦是日本海軍在簽署《華盛頓海軍條約 》後，透過強化不受條約限制的輕巡洋艦以下補助艦艇，以彌補和英美海軍之間的差距而設計及建造的新型軍艦。藤本喜久雄造船大佐參照「夕張」號輕巡洋艦，大幅輕量化後完成設計。當中封閉式艦橋、砲塔式主砲等都成為後來日本海軍驅逐艦的基本設計。
「吹雪型」由於建造期間長，不同階段的設計都有所變更，其中「白雪」號驅逐艦屬「吹雪型」的「特I型」，是先行設計及建造的十艘戰艦之一。

## 特點
「特I型」吹雪型驅逐艦備有高乾舷、長首樓船型及飛剪式艦首，並採用封閉式艦橋。相較過去的驅逐艦，「吹雪型」擁有較大的居住區，大幅改善船員的起居生活。此外，「吹雪型」為日本海軍首次在艦上安裝50倍口徑三年式雙聯裝炮的驅逐艦。但由於大幅輕量化，「吹雪型」艦體強度不足，重心較高影響了其穩定性，在經歷第四艦隊事件後才作出改造。

## 建造經緯
於1927年3月19日在横濱船渠動工，被命名為「第36號驅逐艦」，後來於1928年8月1日，改名為「白雪」號，級別屬於一等驅逐艦。
於1928年12月18日正式完工，加入第2艦隊第2水雷戰隊第11驅逐隊正式服役。

## 艦歷
於1930年12月1日至1931年12月1日轉為予備役，返回母港進行整修及改造。
於1937年中國抗日戰爭期間，曾參與攻佔上海市、杭州灣戰爭，其後又參與日軍入侵法屬印度支那 （日语：／?）戰役、太平洋戰爭、南方侵略作戰、中途島海戰及所羅門群島作戰等多場戰役。
於1941年12月，加入第1艦隊第11驅逐隊。
於1942年1月參與興樓海戰，協助擊沉珊奈特號驅逐艦。
於1942年3月，參與巽他海峽作戰，協助擊沉兩艘盟軍巡洋艦，「白雪」號在作戰中被擊中艦橋，造成1名船員死亡及11名船員受傷。
於1942年11月14日，「白雪」號參與了「第二次瓜達爾卡納爾島海戰」，成功擊沉兩艘美軍驅逐艦、另重創兩艘美軍驅逐艦。
於1943年2月，作為艦隊旗艦撤離瓜達爾卡納爾島，於2月25日加入第8艦隊。
於1943年3月3日，「白雪」號奉命為前往萊城第51師團護航。在木村昌福少將指揮下，「白雪」號作為艦隊旗艦，率領7艘驅逐艦及8艘運輸艦出發前往萊城。艦隊在俾斯麥海海戰中被盟軍轟炸機攻擊，日軍艦隊接近全滅，旗艦「白雪」號沉沒，倖存者包括司令官木村及艦長平山敏夫少佐被「敷波」 號救起。於1943年4月1日除籍。

## 主要技術數據及武器裝備
| 技術數據   | 服役時 （1929年）                                | 改造後 （1936年）                               |
| ---------- | ------------------------------------------------ | ----------------------------------------------- |
| 標準排水量 | 1,680噸                                          | 2090噸                                          |
| 滿載排水量 | 1,980噸                                          |                                                 |
| 全長       | 118.5米                                          | 118.5米                                         |
| 全闊       | 10.36米                                          | 10.36米                                         |
| 吃水       | 3.19米                                           |                                                 |
| 鍋爐       | 艦本式ロ號専燒罐4座                              |                                                 |
| 引擊       | 艦本式渦輪發動機2台（2軸）                       |                                                 |
| 軸馬力     | 50,000匹                                         |                                                 |
| 速度       | 38節                                             | 34節                                            |
| 續航距離   | 5,000海里/14節                                   |                                                 |
| 乘員       | 219名                                            |                                                 |
| 主砲       | 127mm 50倍口徑三年式雙聯裝炮3座 6門              | 127mm 50倍口徑三年式雙聯裝炮3座 6門             |
| 機槍       | 7.7mm 九二式機槍2挺                              | 7.7mm 九二式機槍2挺                             |
| 魚雷       | 610mm 一二年式三聯裝魚雷發射管3座 9門 八年式魚雷 | 610mm 九0年式三聯裝魚雷發射管3座 9門 九三式魚雷 |
| 其他       | 深水炸彈投射機2座 深水炸彈投下軌2道              | 深水炸彈投射機2座 深水炸彈投下軌2道             |

※空白為不明。

## 歷代艦長

### 艤装員長
- 佐野哲中佐：1928年8月10日 -

### 艦長
- 佐野哲中佐：1928年12月18日 -
- 鈴木田幸造中佐：1929年11月30日 -
- 柴田力中佐：1930年12月1日 - 1931年12月1日第二予備艦
- 中原達平中佐：1932年3月15日 -
- 金桝義夫中佐：1932年12月1日 -
- 杉本道雄中佐：1934年11月15日 -兼任「初雪」號艦長（1935年1月15日 - 4月1日）
- 龜山峯五郎少佐：1935年10月21日 -
- 牟田口格郎中佐：1936年7月1日 -
- 小川莚喜少佐：1937年2月1日 -
- 廣瀬貞年中佐：1937年12月1日 -
- 一門善記少佐：1938年6月25日 -
- 折田常雄少佐：1938年10月5日 -
- 戶村清少佐：1939年10月15日 -
- 菅原六郎少佐：1940年11月15日 -
- 平山敏夫少佐：1942年11月18日 -

## 同型艦
- 吹雪號驅逐艦，吹雪型驅逐艦一號艦
- 初雪號驅逐艦，吹雪型驅逐艦三號艦
- 深雪號驅逐艦，吹雪型驅逐艦四號艦
- 叢雲號驅逐艦，吹雪型驅逐艦五號艦
- 東雲號驅逐艦，吹雪型驅逐艦六號艦
- 薄雲號驅逐艦，吹雪型驅逐艦七號艦
- 白雲號驅逐艦，吹雪型驅逐艦八號艦
- 磯波號驅逐艦，吹雪型驅逐艦九號艦
- 浦波號驅逐艦，吹雪型驅逐艦十號艦